# Zirkelpunkt
Zirkelpunkte sind in einer Reitbahn die beiden Punkte, an denen ein Zirkel die lange Seite der Bahn berührt. Bei einem Viereck 20 × 40 m liegen sie im Abstand von je 10 m vom Eck und von der Mitte der langen Seite; die beiden Zirkel eines solchen Vierecks haben einen Radius von je 10 m bzw. Durchmesser von 20 m. Die Zirkelpunkte dienen zur Orientierung, um den Zirkel richtig in der Reitbahn zu platzieren.

## Beleg
- Richtlinien für Reiten und Fahren, Band 1: Grundausbildung für Reiter und Pferd. 29. Auflage. FN-Verlag der Deutschen Reiterlichen Vereinigung, Warendorf 2012, ISBN 978-3-88542-721-6, S. 24–25.